# Clube Futebol Andorinha
Il Clube Futebol Andorinha, noto semplicemente come CF Andorinha o Andorinha, è una società calcistica portoghese con sede nella città di Funchal, più precisamente nella frazione di Santo António, sull'isola di Madera.

## Storia
Fondato il 6 maggio 1925, il Clube Futebol Andorinha ha militato solo nelle divisioni distrettuali fino alla stagione 2008-2009; a partire da quella successiva, con la riforma del campionato portoghese, è stato ammesso alla Terceira Divisão. La squadra si è subito distinta classificandosi al secondo posto e ottenendo la promozione in Segunda Divisão sotto la guida di Nelson Calaça e Duarte Santos. In questo modo l'Andorinha ha potuto giocare con club del Portogallo continentale, retrocedendo tuttavia al termine dell'annata.

## Colori e simboli
I colori sociali del Clube Futebol Andorinha sono il bianco e blu. La prima maglia è a strisce verticali blu e nere, con eventuali particolari bianchi. La seconda maglia è solitamente di colore bianco, talvolta alternato con il grigio chiaro; possono essere presenti dettagli scuri. Per la stagione 2022-2023, il fornitore tecnico è Macron (dal 2018) e lo sponsor ufficiale è Nico's Burguer. Il simbolo della squadra è la rondine (che infatti in portoghese si dice andorinha).

## Strutture

### Stadio
L'impianto sportivo di casa dell'Andorinha è l'Estádio do Andorinha, ufficialmente Complexo Desportivo Clube Futebol Andorinha, piccolo stadio situato a Santo António, Funchal; esso ha una capienza di 500 spettatori con 400 posti a sedere e una superficie di gioco sintetica.

## Società
La società ha sede a Impasse 2 do Caminho da Igreja nº 5 Sant, Funchal. Il consiglio di amministrazione della squadra è guidato da Duarte Santos. Il CF Andorinha è noto soprattutto per il suo settore giovanile: oltre a essere stato il primo club del cinque volte vincitore del pallone d'oro Cristiano Ronaldo, ha avuto una partnership con le scuole "Dragon Force" del Porto dal 2012 al 2014 sotto la guida dell'allenatore Nelson Rosado.